# Renée Adams
Renée B. Adams ist eine US-amerikanische Mathematikerin und Wirtschaftswissenschaftlerin. Sie ist Professorin an der Oxford-Universität. Sie war auch Professorin für Finanzen an der Australian School of Business (ASB) der University of New South Wales (UNSW).
Während ihrer Zeit an der UNSW war Adams Direktorin der Frauen im Leadership Network der UNSW Business School, Partner der LSE Financial Markets Group, einem führenden europäischen Zentrum für Politikforschung auf den Finanzmärkten. Weiter ist sie Senior Fellow am Asian Bureau of Finance and Economic Research und Mitglied des European Corporate Governance Institute. Adams war von 2010 an Direktorin des australischen Finanzforschungsnetzes FIRN, einem Netzwerk von sechzehn australischen Universitäten, dass u. a. die wichtigste jährliche Finanzkonferenz Australiens sowie ein Elite-Promotionsprogramm in Australien koordiniert.
Ihr Forschungsschwerpunkt konzentriert sich auf die Organisation von Corporate Boards. Publikationen von Adams behandeln den Informationsfluss zwischen Führungskräften und Vorstand, Gender Diversity in Boards, Governance-Problemen bei Banken, Gruppenentscheidungen in Boards und die Governance von Zentralbanken. Insbesondere ihre Arbeiten zu Gender Diversity erfuhren umfassende Medienberichterstattung und wurden z. B. regelmäßig in Finanzblättern wie Financial Times
und The Economist u. a. sowie in Deutschland z. B. in Handelsblatt
und Frankfurter Allgemeine Zeitung rezipiert.
Im Jahr 2012 gründete Adams das F.E.W. (englisch The Financial Economics Women Network ‚Wirtschaftswissenschaftlerinnen-Netzwerk‘), eine Unterstützungs-, Entwicklungs- und Lobbygruppe für Akademikerinnen in Finanzen und Wirtschaft. 2015 gründete sie AFFECT, das „Academic Female Finance Committee“ der American Finance Association.

## Werdegang
Renée B. Adams schloss 1991 ihr Mathematikstudium an der University of California, San Diego als B.Sc. mit der Auszeichnung The Top Mathematics Graduate ab. 1993 erwarb sie an der Stanford University einen M.Sc. in Mathematik und wurde 2001 an der University of Chicago bei Gary Becker, Canice Prendergast, Raghuram Rajan und Luigi Zingales in Wirtschaftswissenschaften promoviert.
Von Oktober 1999 bis Juli 2003 war sie für die Federal Reserve Bank of New York tätig. Von Dezember 2001 bis Juli 2003 war sie Gastwissenschaftlerin an der Stern School of Business und von Juni bis September 2005 an der Hitotsubashi-Universität in Tokyo. Von Juli 2003 bis Dezember 2005 war Adams assistant professor und ab Dezember 2005 „Associate Professorin“ an der Handelshochschule Stockholm sowie von September 2005 bis Juli 2006 Gastwissenschaftlerin am Stockholm Institute for Financial Research. Im März 2006 wurde sie zur Professorin für Finanzen an der UQ Business School der University of Queensland berufen. Seit Dezember 2011 ist sie Professorin für Finanzen an der Australian School of Business der University of New South Wales.

## Auszeichnungen
- Emerald Citation of Excellence Award der Emerald Group Publishing für „A theory of friendly boards“, August 2011[13]
- President’s Award for Excellence der Federal Reserve Bank of New York 2002
- The Top Mathematics Graduate 1991 der University of California, San Diego

## Publikationen (Auswahl)
- Women on boards: The superheroes of tomorrow? In: Leadership Quarterly, 2016 vol. 27, pp. 371–386, doi:10.1016/j.leaqua.2015.11.001
- mit T. Kirchmaier: Women on boards in finance and STEM industries In: American Economic Review, 2016, vol. 106, pp. 277–281, doi:10.1257/aer.p20161034
- mit D. Ferreira: Regulatory Pressure and Bank Directors' Incentives to Attend Board Meetings In: International Review of Finance 2012, vol. 12, pp. 227–248, doi:10.1111/j.1468-2443.2012.01149.x
- mit M. Giannetti: Is Pay a Matter of Values? In: International Review of Finance, 2012, vol. 12, pp. 133–173, doi:10.1111/j.1468-2443.2012.01155.x
- Foreword to Special Issue: Governance, Policy and the Crisis In: International Review of Finance, 2012 vol. 12, pp. 1–5, doi:10.1111/j.1468-2443.2012.01150.x
- Governance and the Financial Crisis In: International Review of Finance, 2012 vol. 12, pp. 7–38, doi:10.1111/j.1468-2443.2011.01147.x
- mit P. Funk: Beyond the glass ceiling: Does gender matter? In: Management Science, 2012 vol. 58, pp. 219–235, doi:10.1287/mnsc.1110.1452
- mit AN. Licht, L. Sagiv: Shareholders and stakeholders: How do directors decide? In: Strategic Management Journal, 2012 vol. 32, pp. 1331–1355, doi:10.1002/smj.940
- mit BE. Hermalin, MS. Weisbach: The role of boards of directors in corporate governance: A conceptual framework and survey In: Journal of Economic Literature, 2010 vol. 48, pp. 58–107, doi:10.1257/jel.48.1.58
- mit D. Ferreira: Moderation in Groups: Evidence from Betting on Ice Break-ups in Alaska In: REVIEW OF ECONOMIC STUDIES, 2010 vol. 77, pp. 882–913, doi:10.1111/j.1467-937X.2009.00594.x
- mit D. Ferreira D, 2009, 'Strong managers, weak boards? In: CESifo Economic Studies, vol. 55, pp. 482–514, doi:10.1093/cesifo/ifp023
- mit D. Ferreira D, 2009, 'Women in the boardroom and their impact on governance and performance' Journal of Financial Economics, vol. 94, pp. 291–309, doi:10.1016/j.jfineco.2008.10.007
- mit H. Almeida, D. Ferreira: Understanding the relationship between founder-CEOs and firm performance In: JOURNAL OF EMPIRICAL FINANCE, 2009 vol. 16, pp. 136–150, doi:10.1016/j.jempfin.2008.05.002
- mit D. Ferreira: Do director's perform for pay? In: Journal of Accounting and Economics, 2008 vol. 46, pp. 154–171, doi:10.1016/j.jacceco.2008.06.002
- mit D. Ferreira: One share-one vote: The empirical evidence In: REVIEW OF FINANCE, 2008 vol. 12, pp. 51–91, doi:10.1093/rof/rfn003
- mit D. Ferreira: A theory of friendly boards In: JOURNAL OF FINANCE, 2007 vol. 62, pp. 217–250, doi:10.1111/j.1540-6261.2007.01206.x
- mit JAC Santos: Identifying the effect of managerial control on firm performance In: JOURNAL OF ACCOUNTING & ECONOMICS, 2006 vol. 41, pp. 55–85, doi:10.1016/j.jacceco.2005.08.001
- mit H. Almeida, D. Ferreira: Powerful CEOs and their impact on corporate performance In: REVIEW OF FINANCIAL STUDIES, 2005 vol. 18, pp. 1403–1432, doi:10.1093/rfs/hhi030